# Kelurahan Muara Tebo
Kelurahan Muara Tebo is een bestuurslaag in het regentschap Tebo van de provincie Jambi, Indonesië. Kelurahan Muara Tebo telt 3921 inwoners (volkstelling 2010).